# Motomondiale 1963
La stagione 1963 è stata la quindicesima del Motomondiale; rispetto all'anno precedente le prove aumentarono fino a 12, praticamente il doppio rispetto all'edizione inaugurale. Dopo aver aggiunto il Sudamerica, un altro continente venne aggiunto al calendario: da quest'anno si corse anche in Asia con il Gran Premio motociclistico del Giappone che chiuse l'annata il 10 novembre.

## Il contesto
Nessuna modifica venne introdotta né per quanto riguarda i punti assegnati, né per i metodi di conteggio della classifica finale.
La Suzuki vinse sia in 50 che in 125, mentre la Honda guadagnò il Mondiale di 250 e 350; la MV Agusta riuscì a mantenere ancora il trono della 500. Il dominio Honda in 250 fu insidiato da Tarquinio Provini, che con la Moto Morini monocilindrica tenne testa alla quattro cilindri nipponica sino all'ultima gara, disputatasi (per la prima volta) nel paese del Sol Levante. In 500 invece Hailwood dovette guardarsi dagli attacchi delle redivive Gilera, rientrate in gara grazie all'ex campione del mondo Geoff Duke. Nei sidecar, Max Deubel si riconfermò iridato, battendo come l'anno precedente Florian Camathias.
Curiosamente in 4 delle sei classi, le tre di maggior cilindrata e i sidecar, si fregiarono del titolo iridato gli stessi piloti che già l'avevano ottenuto l'anno precedente.

## Il calendario
| Data         | Gran Premio             | Circuito         | Vincitore 500 | Vincitore 350 | Vincitore 250        | Vincitore 125  | Vincitore 50   | Vincitore sidecar               | Resoconto |
| ------------ | ----------------------- | ---------------- | ------------- | ------------- | -------------------- | -------------- | -------------- | ------------------------------- | --------- |
| 5 maggio     | GP di Spagna            | Montjuïc         |               |               | Tarquinio Provini    | Luigi Taveri   | H.G. Anscheidt | Max Deubel Emil Hörner          | Resoconto |
| 26 maggio    | GP della Germania Ovest | Hockenheimring   |               | Jim Redman    | Tarquinio Provini    | Ernst Degner   | Hugh Anderson  | Florian Camathias Alfred Herzig | Resoconto |
| 2 giugno     | GP di Francia           | Clermont-Ferrand |               |               | Annullata per nebbia | Hugh Anderson  | H.G. Anscheidt | Annullata per nebbia            | Resoconto |
| 10 giugno    | Tourist Trophy          | Mountain Circuit | Mike Hailwood | Jim Redman    | Jim Redman           | Hugh Anderson  | Mitsuo Itoh    | Florian Camathias Alfred Herzig | Resoconto |
| 29 giugno    | GP d'Olanda             | Assen            | John Hartle   | Jim Redman    | Jim Redman           | Hugh Anderson  | Ernst Degner   | Max Deubel Emil Hörner          | Resoconto |
| 7 luglio     | GP del Belgio           | Spa              | Mike Hailwood |               | Fumio Itō            | Bert Schneider | Isao Morishita | Fritz Scheidegger John Robinson | Resoconto |
| 10 agosto    | GP dell'Ulster          | Dundrod          | Mike Hailwood | Jim Redman    | Jim Redman           | Hugh Anderson  |                |                                 | Resoconto |
| 17 agosto    | GP della Germania Est   | Sachsenring      | Mike Hailwood | Mike Hailwood | Mike Hailwood        | Hugh Anderson  |                |                                 | Resoconto |
| 1º settembre | GP di Finlandia         | Tampere          | Mike Hailwood | Mike Hailwood |                      | Hugh Anderson  | H.G. Anscheidt |                                 | Resoconto |
| 15 settembre | GP delle Nazioni        | Monza            | Mike Hailwood | Jim Redman    | Tarquinio Provini    | Luigi Taveri   |                |                                 | Resoconto |
| 6 ottobre    | GP d'Argentina          | Buenos Aires     | Mike Hailwood |               | Tarquinio Provini    | Jim Redman     | Hugh Anderson  |                                 | Resoconto |
| 10 novembre  | GP del Giappone         | Suzuka           |               | Jim Redman    | Jim Redman           | Frank Perris   | Luigi Taveri   |                                 | Resoconto |

## Sistema di punteggio e legenda
| Pos.  | 1 | 2 | 3 | 4 | 5 | 6 | 7> |
| ----- | - | - | - | - | - | - | -- |
| Punti | 8 | 6 | 4 | 3 | 2 | 1 | 0  |

## Le classi

### Classe 500
A parte che in occasione del Gran Premio motociclistico d'Olanda in cui collezionò un ritiro, il dominatore della stagione fu nuovamente Mike Hailwood su MV Agusta che si aggiudicò tutte le altre prove in programma.
Anche in questa stagione l'ultimo gran premio stagionale, quello d'Argentina, fu disertato dalla maggior parte dei piloti europei e la classifica vide la presenza di piloti quasi tutti locali; essendo ormai la terza volta consecutiva che la cosa si ripeteva, dall'edizione successiva non apparve più nel calendario e ne rimase assente per vari anni ancora.
Classifica piloti (prime 5 posizioni)
| Pos. | Pilota        | Moto      |    |    |    |     |     |    |     |     |     |     |     |    | P.ti    |
| ---- | ------------- | --------- | -- | -- | -- | --- | --- | -- | --- | --- | --- | --- | --- | -- | ------- |
| 1    | Mike Hailwood | MV Agusta | NE | NE | NE | 1   | Rit | 1  | 1   | 1   | 1   | 1   | 1   | NE | 40 (56) |
| 2    | Alan Shepherd | Matchless | NE | NE | NE | Rit | 3   | 3  | 4   | 3   | 2   |     | Rit | NE | 21      |
| 3    | John Hartle   | Gilera    | NE | NE | NE | 2   | 1   | 15 | 2   | Rit | Rit |     |     | NE | 20      |
| 4    | Phil Read     | Gilera    | NE | NE | NE | 3   | 2   | 2  | Rit |     |     | Rit |     | NE | 16      |
| 5    | Fred Stevens  | Norton    | NE | NE | NE | 6   | 5   | 4  | 7   |     | 4   | 3   |     | NE | 13      |
| Pos. | Pilota        | Moto      |    |    |    |     |     |    |     |     |     |     |     |    | P.ti    |

| Legenda                                                                        | 1º posto        | 2º posto        | 3º posto | A punti      | Senza punti        | Grassetto=Pole position Corsivo=Giro più veloce |
| Legenda                                                                        | Gara non valida | Non qualificato | Ritirato | Squalificato | "-" Dato non disp. | Grassetto=Pole position Corsivo=Giro più veloce |
| Fonte dei dati: motogp.com, racingmemo.free.fr, autosport.com, jumpingjack.nl. |                 |                 |          |              |                    |                                                 |

### Classe 350
Il dominatore della 350 fu Jim Redman su Honda che, sulle 7 gare disputate, arrivò sempre nelle posizioni da podio, precedendo nettamente Mike Hailwood (vincitore della classe 500) su MV Agusta.
Senza validità per il campionato, venne disputata la 350 anche in occasione del Gran Premio motociclistico del Giappone e anche in questo caso fu Redman a tagliare per primo il traguardo.
Classifica piloti (prime 5 posizioni)
| Pos. | Pilota            | Moto      |    |   |    |     |   |    |   |   |   |     |    |    | P.ti    |
| ---- | ----------------- | --------- | -- | - | -- | --- | - | -- | - | - | - | --- | -- | -- | ------- |
| 1    | Jim Redman        | Honda     | NE | 1 | NE | 1   | 1 | NE | 1 | 3 | 2 | 1   | NE | NE | 32 (50) |
| 2    | Mike Hailwood     | MV Agusta | NE | - | NE | Rit | 2 | NE | 2 | 1 | 1 | Rit | NE | NE | 28      |
| 3    | Luigi Taveri      | Honda     | NE | - | NE |     | 3 | NE | 3 | 2 | 5 | -   | NE | NE | 16      |
| 4    | František Šťastný | Jawa      | NE | - | NE | 3   | 4 | NE | - | - | - | -   | NE | NE | 7       |
| 5    | Gustav Havel      | Jawa      | NE | 4 | NE |     | 6 | NE | - | 4 | - | -   | NE | NE | 7       |
| Pos. | Pilota            | Moto      |    |   |    |     |   |    |   |   |   |     |    |    | P.ti    |

| Legenda                                                                        | 1º posto        | 2º posto        | 3º posto | A punti      | Senza punti        | Grassetto=Pole position Corsivo=Giro più veloce |
| Legenda                                                                        | Gara non valida | Non qualificato | Ritirato | Squalificato | "-" Dato non disp. | Grassetto=Pole position Corsivo=Giro più veloce |
| Fonte dei dati: motogp.com, racingmemo.free.fr, autosport.com, jumpingjack.nl. |                 |                 |          |              |                    |                                                 |

### Classe 250
Nella quarto di litro l'abbinata Redman/Honda doppiò il risultato già ottenuto nella categoria superiore, ottenendo però il successo in maniera meno netta; sulle 10 prove in programma 4 vittorie andarono a Redman ma altrettante furono quelle di Tarquinio Provini su Moto Morini che si piazzò alle spalle del rhodesiano nella classifica generale.
In origine il calendario prevedeva 11 prove ma, a causa della nebbia, la prova del Gran Premio motociclistico di Francia non venne disputata.
Classifica piloti (prime 5 posizioni)
| Pos. | Pilota            | Moto        |   |   |    |     |   |   |   |   |    |   |   |   | P.ti    |
| ---- | ----------------- | ----------- | - | - | -- | --- | - | - | - | - | -- | - | - | - | ------- |
| 1    | Jim Redman        | Honda       | 2 | 3 | AN | 1   | 1 |   | 1 | 3 | NE | 2 | 2 | 1 | 44 (58) |
| 2    | Tarquinio Provini | Moto Morini | 1 | 1 | AN |     | 3 | 3 | 2 |   | NE | 1 | 1 | 4 | 42 (49) |
| 3    | Fumio Ito         | Yamaha      |   |   | AN | 2   | 2 | 1 |   |   | NE |   |   | 2 | 26      |
| 4    | Tommy Robb        | Honda       | 3 | 2 | AN | 5   | 5 | 5 | 3 | 7 | NE | 6 | - | - | 20 (21) |
| 5    | Luigi Taveri      | Honda       | 5 | - | AN | Rit | - | 4 | - | 5 | NE | 3 | - | 5 | 13      |
| Pos. | Pilota            | Moto        |   |   |    |     |   |   |   |   |    |   |   |   | P.ti    |

| Legenda                                                                        | 1º posto        | 2º posto        | 3º posto | A punti      | Senza punti        | Grassetto=Pole position Corsivo=Giro più veloce |
| Legenda                                                                        | Gara non valida | Non qualificato | Ritirato | Squalificato | "-" Dato non disp. | Grassetto=Pole position Corsivo=Giro più veloce |
| Fonte dei dati: motogp.com, racingmemo.free.fr, autosport.com, jumpingjack.nl. |                 |                 |          |              |                    |                                                 |

### Classe 125
La 125 fu presente in tutti i gran premi della stagione e la lotta per il titolo fu tra piloti equipaggiati da Suzuki e quelli dotati di Honda; alla fine ne risultò vincitore il neozelandese Hugh Anderson che ottenne 6 vittorie e precedette i due alfieri Honda, Luigi Taveri e nuovamente Jim Redman (iridato in 250 e 350).
Classifica piloti (prime 5 posizioni)
| Pos. | Pilota         | Moto   |     |   |   |   |     |   |   |   |     |   |   |    | P.ti    |
| ---- | -------------- | ------ | --- | - | - | - | --- | - | - | - | --- | - | - | -- | ------- |
| 1    | Hugh Anderson  | Suzuki | Rit | 2 | 1 | 1 | 1   | 2 | 1 | 1 | 1   |   |   | 5  | 54 (62) |
| 2    | Luigi Taveri   | Honda  | 1   | 4 | 3 | 4 | 3   | 3 | 3 | 4 | 2   | 1 | - | -  | 38 (47) |
| 3    | Jim Redman     | Honda  | 2   | - | 2 | 6 | Rit |   | 7 | - | 5   | 2 | 1 | 2  | 35      |
| 4    | Frank Perris   | Suzuki | -   | - | 4 | 2 | 2   | - | 6 | - | Rit |   |   | 1  | 24      |
| 5    | Bert Schneider | Suzuki | 7   | - | - | 5 | 4   | 1 | 2 | 3 | -   |   |   | NP | 23      |
| Pos. | Pilota         | Moto   |     |   |   |   |     |   |   |   |     |   |   |    | P.ti    |

| Legenda                                                                        | 1º posto        | 2º posto        | 3º posto | A punti      | Senza punti        | Grassetto=Pole position Corsivo=Giro più veloce |
| Legenda                                                                        | Gara non valida | Non qualificato | Ritirato | Squalificato | "-" Dato non disp. | Grassetto=Pole position Corsivo=Giro più veloce |
| Fonte dei dati: motogp.com, racingmemo.free.fr, autosport.com, jumpingjack.nl. |                 |                 |          |              |                    |                                                 |

### Classe 50
Come già aveva fatto Redman in 350 e 250, un secondo pilota ottenne un'accoppiata di titoli: fu Hugh Anderson che dopo il titolo della 125 ottenne anche quello nella categoria di minor cilindrata, al termine di 9 prove e ottenendo due vittorie. In questo caso il suo maggior antagonista fu il tedesco Hans-Georg Anscheidt che, in sella ad una Kreidler, ottenne due vittorie e arrivò distanziato di soli due punti in classifica.
Classifica piloti (prime 5 posizioni)
| Pos. | Pilota               | Moto     |     |   |   |     |   |   |    |    |   |    |    |     | P.ti    |
| ---- | -------------------- | -------- | --- | - | - | --- | - | - | -- | -- | - | -- | -- | --- | ------- |
| 1    | Hugh Anderson        | Suzuki   | 2   | 1 | - | 2   | 2 | 4 | NE | NE | 3 | NE | 1  | 2   | 34 (47) |
| 2    | Hans-Georg Anscheidt | Kreidler | 1   | 4 | 1 | 3   | 6 | 3 | NE | NE | 1 | NE | NP | Rit | 32 (36) |
| 3    | Ernst Degner         | Suzuki   | Rit | 3 | 2 | Rit | 1 | 2 | NE | NE | - | NE | 2  | 7   | 30      |
| 4    | Isao Morishita       | Suzuki   | 4   | 2 | - | 4   | 4 | 1 | NE | NE | 4 | NE | -  | -   | 23 (26) |
| 5    | Mitsuo Itoh          | Suzuki   | Rit | 5 | - | 1   | 5 | 5 | NE | NE | 2 | NE | -  | 6   | 20 (21) |
| Pos. | Pilota               | Moto     |     |   |   |     |   |   |    |    |   |    |    |     | P.ti    |

| Legenda                                                                        | 1º posto        | 2º posto        | 3º posto | A punti      | Senza punti        | Grassetto=Pole position Corsivo=Giro più veloce |
| Legenda                                                                        | Gara non valida | Non qualificato | Ritirato | Squalificato | "-" Dato non disp. | Grassetto=Pole position Corsivo=Giro più veloce |
| Fonte dei dati: motogp.com, racingmemo.free.fr, autosport.com, jumpingjack.nl. |                 |                 |          |              |                    |                                                 |

### Classe sidecar
Anche in quest'annata furono le motocarrozzette quelle che disputarono il numero minore di prove, solo 5, terminando la loro stagione con largo anticipo sulle altre e senza uscire dall'Europa. In effetti il calendario iniziale prevedeva anche la prova in Francia ma, come già accaduto per la classe 250, la gara non ebbe luogo a causa della nebbia.
Il titolo fu ottenuto da Max Deubel (con passeggeri diversi) su un veicolo BMW che precedette lo svizzero Florian Camathias su un sidecar autocostruito in collaborazione con altri due piloti della categoria: il vincitore di due titoli mondiali Helmut Fath e lo specialista dei telai Colin Seeley.
Classifica equipaggi (prime 5 posizioni)
| Pos. | Pilota                                  | Moto |     |   |    |   |   |     |    |    |    |    |    |    | P.ti    |
| ---- | --------------------------------------- | ---- | --- | - | -- | - | - | --- | -- | -- | -- | -- | -- | -- | ------- |
| 1    | Max Deubel/Emil Hörner-Barry Dungsworth | BMW  | 1   | 2 | AN | 8 | 1 | 2   | NE | NE | NE | NE | NE | NE | 22 (28) |
| 2    | Florian Camathias/Alfred Herzig         | FCS  | 3   | 1 | AN | 1 | 3 | Rit | NE | NE | NE | NE | NE | NE | 20 (24) |
| 3    | Fritz Scheidegger/John Robinson         | BMW  | Rit | - | AN | 2 | 2 | 1   | NE | NE | NE | NE | NE | NE | 20      |
| 4    | Otto Kölle/Dieter Hess                  | BMW  | 2   | - | AN | 4 | 4 | 5   | NE | NE | NE | NE | NE | NE | 12 (14) |
| 5    | Georg Auerbacher/Beno Heim              | BMW  | 5   | 3 | AN | 5 | 5 | 3   | NE | NE | NE | NE | NE | NE | 10 (14) |
| Pos. | Pilota                                  | Moto |     |   |    |   |   |     |    |    |    |    |    |    | P.ti    |

| Legenda                                                                        | 1º posto        | 2º posto        | 3º posto | A punti      | Senza punti        | Grassetto=Pole position Corsivo=Giro più veloce |
| Legenda                                                                        | Gara non valida | Non qualificato | Ritirato | Squalificato | "-" Dato non disp. | Grassetto=Pole position Corsivo=Giro più veloce |
| Fonte dei dati: motogp.com, racingmemo.free.fr, autosport.com, jumpingjack.nl. |                 |                 |          |              |                    |                                                 |